# 鶯歌溪
鶯歌溪，又名兔子坑溪、大湖溪，為臺灣北部的一條河川，屬於大漢溪支流，集水區範圍包括新北市鶯歌區及桃園市龜山區，主流長度約為8.5公里，主要支流有鶯歌支線、尖山支線、圳子頭坑支線、福源排水及鶯歌分線，集水區域範圍計21.01平方公里，目前是經濟部水利署第十河川局管理的中央管區排，為龜山、鶯歌地區重要之區域排水。

## 水文地理
鶯歌溪水源來自桃園市龜山區兔子坑一帶丘陵山地，地質上屬於龜山丘陵（龜崙嶺、山仔角山塊），標高400公尺，地勢自西北向東南遞降。鶯歌溪下游流經鶯歌市區及大湖鳳鳴都市計畫區，地面坡度較緩。鶯歌溪最後穿過景觀橋三鶯龍窯橋後，於三鶯大橋下游處匯入大漢溪左岸。

## 名稱
- 兔子坑溪：鶯歌溪發源自龜山兔子坑地區，故又名兔子坑溪。
- 大湖溪：鶯歌溪流貫鶯歌大湖地區的中央，故又名大湖溪[2]。

## 支流
匯入鶯歌溪的主要支流，由上游至下游依序為：
- 福源排水（桃園市龜山區福源國小附近）
- 圳子頭坑支線（新北市鶯歌區中湖國小附近）
- 鶯歌支線（鶯歌區尖山地區）
- 尖山支線（鶯歌區尖山地區）

## 橋樑
橫跨鶯歌溪的主要橋樑，由下游至上游依序為：
- 三鶯龍窯橋（大漢溪左岸自行車道）
- 南靖橋（鶯歌區館前路）
- 公園橋（鶯歌區文化路371巷）
- 鶯歌橋（縣道114號，鶯歌區文化路）
- 大湖坑橋（臺鐵縱貫線）[4]
- 重慶橋（縣道110號，鶯歌區重慶街）
- 育英橋（鶯歌區育英街）
- 建國橋（鶯歌區建國路）
- 光明橋（鶯歌區永明街）
- 復興橋（中山橋，北116線，鶯歌區中山路中山高架橋）
- 余厝橋（鶯歌區余厝巷與西湖街53巷）
- 金包珠橋（北82鄉道，鶯歌區金包珠巷）
- 大湖橋（北82鄉道，鶯歌區大湖路）
- 忠義橋（鶯歌區中湖國小後方）
- 竹圍一號橋（鶯歌區中湖街）
- 福源橋
- 大丘田橋（桃園市龜山區湖山街88巷）
- 無名橋（桃園市龜山區福源國小前）

橫跨鶯歌溪支流圳子頭坑支線的主要橋樑，由下游至上游依序為：
- 中湖橋（北82鄉道，鶯歌區大湖路）